# ICOR
ICOR (dawniej Rubicon group) – litewska grupa, licząca ponad 100 przedsiębiorstw i zatrudniająca 6800 osób.
Początek działalności grupy miał miejsce w 1990 r., obecnie ICOR prowadzi działalność w dziedzinie usług komunalnych, produkcji, przemysłu i energetyki, sprzedaży produktów naftowych oraz rozwoju nieruchomości.
Przedsiębiorstwa należące do grupy ICOR prowadzą działalność w ponad 10 krajach. Produkty i usługi przedsiębiorstw są dostarczane na rynki ponad 60 krajów. Obrót ICOR w 2017 r. wyniósł 390 mln euro, w 2018 r. – 558 mln euro.
Prezesem zarządu ICOR jest Andrius Janukonis, członkami zarządu są – Gintautas Jaugielavičius i Linas Samuolis, dyrektorem generalnym – Artūras Gudelis. Akcjonariuszami ICOR są Janukonis, Jaugielavičius i Samuolis.

## Kierunki działalności
Do ICOR należy jedna z największych w Europie grup zarządzania nieruchomościami City Service SE. W jej skład wchodzi działająca na polskim rynku grupa zarządzania obiektami TuMieszkamy, do której należy 9 spółek.
Do ICOR należy ponadto przedsiębiorstwo Axioma Metering, które od 1992 r. produkuje liczniki ultradźwiękowe ciepła i wody. W 2019 r. w Wolnej Strefie Ekonomicznej w Kownie spółka otworzyła zrobotyzowany zakład produkcji liczników. W 2021 r. w zakładzie planuje się wyprodukować ponad 2 mln liczników i znaleźć się w piątce największych światowych producentów liczników ultradźwiękowych.
Należące do ICOR przedsiębiorstwo Axioma servisas świadczy usługi serwisu sprzętu przemysłowego, Remeksi Keskus produkuje konstrukcje metalowe.
Ważnymi przedsiębiorstwami wchodzącymi w skład ICOR są spółka Axis Technologies proponująca rozwiązania dla energetyki biopaliw, spółka budowlana Veikmės statyba. Realco realizuje projekty związane z nieruchomościami, Oilead zajmuje się międzynarodową sprzedażą produktów naftowych, Natural Fiber w 2019 r. otworzyła zakład obróbki słomy konopnej.